# سفارت اسپانیا در لندن
سفارت اسپانیا در لندن (به انگلیسی: Embassy of Spain) یک منطقهٔ مسکونی و نمایندگی سیاسی این کشور در بریتانیا است که در شهر وست‌مینستر واقع شده‌است.